# Cur

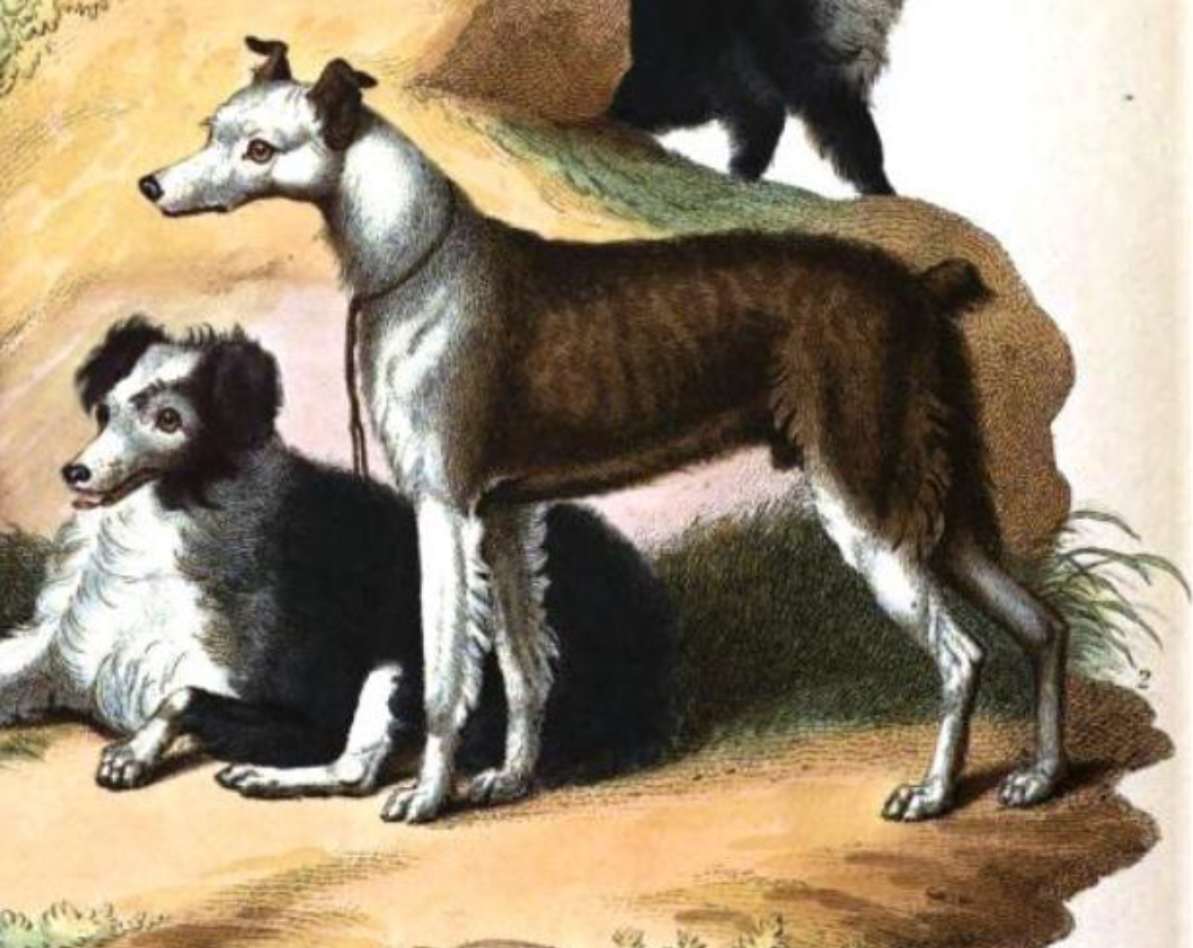
Peinture représentant un cur par Sydenham Edwards, 1800.

Un cur était une race de chien utilisée par les bouviers en Angleterre. La race est maintenant éteinte. Aux États-Unis d'Amérique, un chien à poil court qui est utilisé pour l'élevage et la chasse est appelé «cur-tailed» ou en abrégé «cur» .
Dans le discours moderne, le terme cur est généralement utilisé pour décrire un chien bâtard, en particulier si son tempérament est hostile ou agressif,,. On pense que le terme est dérivé du vieux norrois kurra , ce qui signifie « grogner ou gronder »,,.

## Cur anglais
En Angleterre, le cur, également appelé drover's dog, était une race distincte de chien utilisée par les conducteurs de bétail, aujourd'hui disparue,. Le cur a été décrit par Ralph Beilby et Thomas Bewick dans leur ouvrage de 1790 intitulé A general history of quadrupeds, ainsi que par Sydenham Edwards dans sa Cynographia Britannica de 1800, comme un chien principalement utilisé par les conducteurs de bétail pour conduire le bétail,,. Les cors sont décrits comme des talonneurs, pinçant les talons du bétail pour le faire bouger et s'esquivant sous le coup de pied qui s'ensuit ; ils seraient communs en Angleterre, en particulier dans le nord de l'Angleterre, mais pratiquement inconnus dans le reste du Royaume-Uni,,.
Le cur est décrit comme étant plus grand, plus fort et plus long sur pattes que le shepherd's collies, avec un pelage plus court et plus lisse ; il est généralement noir, tacheté ou grisonnant, avec un cou et des pattes blancs et parfois une face blanche ; il a des plumes sur les pattes et des oreilles à demi dressées,,. Une des caractéristiques du cur est que beaucoup naissent avec une queue courte et trapue, ce qui donne l'impression qu'elle a été coupée. Edwards a décrit l'ascendance de la race comme étant probablement un mélange de colley, de lurcher, de mastiff anglais ou de dogue allemand. Son caractère était décrit comme étant rusé, intelligent, toujours occupé et agité ; on disait qu'il pouvait différencier le bétail de son maître de celui des étrangers et qu'il séparait le bétail étrange des troupeaux de son maître,,.
Certains auteurs modernes pensent que c'est le cur, et non le colley, qui a été croisé avec le dingo pour créer le Halls Heeler en Australie, aujourd'hui disparu, faisant du cur un ancêtre à la fois de l'Australian Cattle Dog et de l'Australian Stumpy Tail Cattle Dog, ce dernier ayant hérité de la queue du cur,.

## Cur américain
Le chien léopard de Catahoula, une race reconnue de cur.
Aux États-Unis, le terme cur est également utilisé pour décrire un type particulier de chien à poil court utilisé pour la chasse et la garde des troupeaux, qui s'est développé dans le sud des États-Unis. Pour décrire ces chiens, le terme est en fait une abréviation de cur-tailed, c'est-à-dire un chien avec une queue naturelle comme celle du cur anglais, aujourd'hui disparu ; de nombreux exemples anciens de ce type avaient une queue, et certains en ont encore une. Un certain nombre de races de cur ont été standardisées aux États-Unis, dont certaines ont été reconnues par l'United Kennel Club ; ces races comprennent le Black Mouth Cur, le Blue Lacy, le Catahoula Leopard dog, le Mountain Cur, le Stephens Cur, le Treeing Cur et le Treeing Tennessee Brindle.
Ces chiens polyvalents sont utilisés dans un certain nombre de rôles : pour garder le bétail, ainsi que pour suivre et localiser le bétail perdu dans les broussailles épaisses, et pour chasser une variété de gibier, y compris les écureuils, les opossums, les ratons laveurs, les cochons sauvages, les couguars et les ours noirs américains, en localisant le gibier à la fois à la vue et à l'odeur,. Les différentes races et souches peuvent mesurer de 30 à 64 cm de haut et peser de 18 à 43 kg.